# Bajauana praetextata
Bajauana praetextata är en insektsart som först beskrevs av Jacobi 1928.  Bajauana praetextata ingår i släktet Bajauana och familjen kilstritar. Utöver nominatformen finns också underarten B. p. obscura.